# Slot Bruchsal
Het Slot Bruchsal (Duits: Schloss Bruchsal) is een slot in Bruchsal in de Duitse deelstaat Baden-Württemberg. Het was de residentie van de vorst-bisschoppen van het prinsbisdom Spiers. 
Het slot is te bezichtigen. Daarnaast zijn er het Deutsches Musikautomaten-Museum en het Museum der Stadt Bruchsal ondergebracht.

## Geschiedenis
Het slot heeft drie vleugels en is vanaf 1720 in barokstijl gebouwd voor prins-bisschop Damian Hugo Philipp von Schönborn-Buchheim. Het oorspronkelijke ontwerp was van uitvoerend architect Maximilian von Welsch van het keurvorstendom Mainz. In 1731 nam Balthasar Neumann de leiding over. Na allerlei veranderingen in het ontwerp bouwde hij het centrale trappenhuis dat naar beide feestzalen leidt, de Fürstensaal en de Marmor- of Kaisersaal. De laatste heeft een rococostijl, met pleisterwerk en fresco's.
In de laatste dagen van de Tweede Wereldoorlog werd het slot zwaar getroffen door bombardementen op de stad en een erop volgende brand. Het corps de logis (middelste gebouw) werd in de jaren zeventig gereconstrueerd als museum, na een lange discussie over de wenselijkheid daarvan en de wijze waarop.

## Galerij

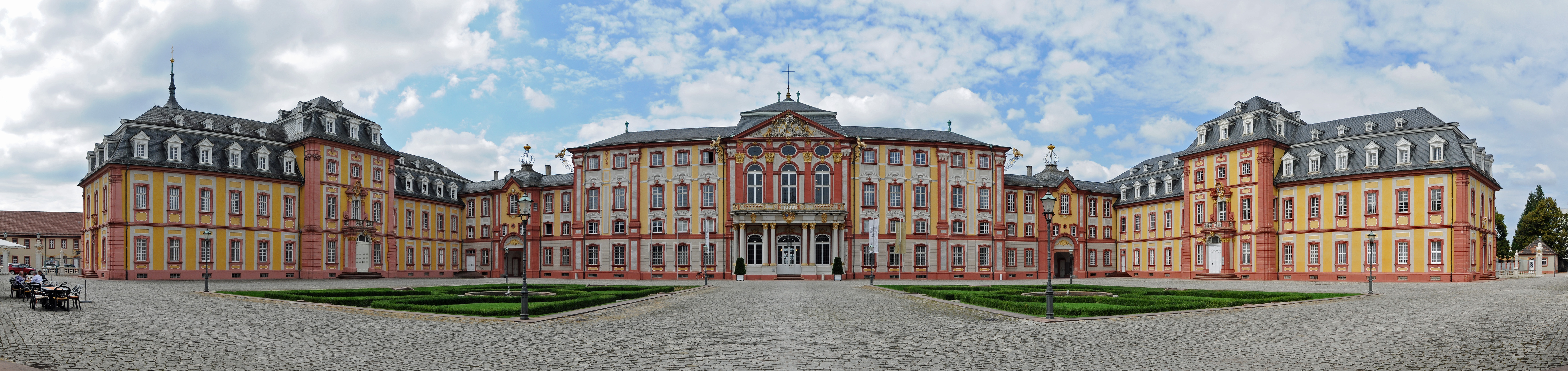
panoramazicht op het slot